# Franz Michel (Politiker)
Franz Michel (* 27. Mai 1908 in Landsberg am Lech; † 25. September 1989 in München) war von 1946 bis 1958 Mitglied des Bayerischen Landtags für den Stimmkreis Landsberg am Lech, Fürstenfeldbruck-West.

## Leben
Franz Michel war gelernter Kaufmann, führte eine Eisenwarengroßhandlung und wurde von 1939 bis 1945 im Zweiten Weltkrieg eingesetzt. 1945 war er Gründungsmitglied der Christlich-Sozialen Union in Bayern im Landkreis Landsberg am Lech, wo er von 1946 bis 1958 Kreisvorsitzender war. Von 1949 bis 1950 war er Mitglied des CSU-Landesvorstandes.
1951 brachte die bayrische Regierung einen Entwurf für ein Landesspielbankengesetz, der Kasinos in Bad Reichenhall, Garmisch-Partenkirchen, Bad Wiessee und Bad Kissingen mit einer zentralen Spielbankgesellschaft vorsah, in den bayrischen Landtag ein. Alois Hundhammer argumentierte, Spielbanken seien Anlagen zur Geldwäsche, während Joseph Baumgartner die zentrale Rechtsform kritisierte. Dem Gesetzentwurf blieb die Zustimmung im Maximilianeum verwehrt. Vor der Abstimmung hatte Michel von den Konzessionsanwärtern einen Scheck über 50.000 Deutsche Mark erhalten.
1956 wurde Michel aus der CSU ausgeschlossen und im Rahmen der bayerischen Spielbankenaffäre 1959 zu zwei Jahren Haft wegen Meineid verurteilt.